# Emmesomyia kempi
Emmesomyia kempi este o specie de muște din genul Emmesomyia, familia Anthomyiidae. A fost descrisă pentru prima dată de Enrico Adelelmo Brunetti în anul 1924. Conform Catalogue of Life specia Emmesomyia kempi nu are subspecii cunoscute.